# Пјано Авентино (Кјети)
Пјано Авентино (итал. Piano Aventino) је насеље у Италији у округу Кјети, региону Абруцо.
Према процени из 2011. у насељу је живело 66 становника. Насеље се налази на надморској висини од 222 м.